# Wilhelm Beetz (Bauunternehmer)
Johann Gottlieb Wilhelm Beetz (* 15. Juli 1844 in Zehdenick, Brandenburg; † 17. Mai 1921 in Wien) war ein deutsch-österreichischer Bauunternehmer und führender Erbauer von Bedürfnisanstalten in Wien.

## Wirken

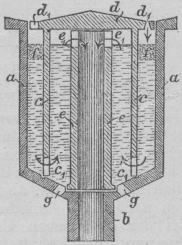
Schnittzeichnung eines „Beetz-Ölsiphons“

Wilhelm Beetz, Sohn eines Molkereipächters, war ursprünglich ein Gerichtsbeamter (Stadtgerichtsbureau Assistent). 1880 bot er dem Wiener Magistrat nach dem Vorbild von Berliner Bedürfnisanstalten den Bau und Betrieb solcher Anstalten an. Dies wurde ihm anfangs verweigert, jedoch 1883 bekam er dafür die Genehmigung. Im selben Jahr übersiedelte Beetz nach Wien, gründete die Firma „Wilhelm Beetz“, die noch heute besteht, und stellte seine erste – von Berlin importierte – Bedürfnisanstalt auf. Dabei handelte es sich als Neuheit um Toiletten auch für Damen (Bedürfnisanstalt für Menschen beiderlei Geschlechts), Pissoirs für Herren gab es ab den 1860er Jahren, Frauen verrichteten ihr Geschäft zu dieser Zeit noch bei Zugehfrauen mit Kübeln.
Im September 1883 entstand mit der Bedürfnisanstalt auf der Landstraßer Hauptstraße die erste solche Anlage Wiens. Beetz hatte laut Vertrag zum Bau eine – recht hohe – Kaution zu erlegen, Platzmiete zu bezahlen und drei Prozent der Bruttoeinnahmen an die Gemeinde Wien zu entrichten und die Aufstellung und den Betrieb – Kosten für Gas und Wasser, sowie Personal – selbst zu finanzieren. Die Benützung war mit 4 respektive 2 Kreuzern „ungemein billig“. Beetz ersuchte dann um Aufstellungsbewilligung einer weiteren Anlage im Volksgarten – einer der bestbesuchten Orte in der Innenstadt, weil er seit 1823 auch für einfache Leute zugänglich war.
Anfangs ohne sonderlichen Gewinn, stellten sich die Toilettenanlagen aber bald als lukrativ heraus. Mit Anfang 1904 betrieb das Unternehmen bereits 58 Bedürfnisanstalten; im selben Jahr wurde von ihm mit der öffentlichen Bedürfnisanstalt am Graben die erste unterirdische Toilette errichtet. Die Firma Beetz errichtete bis in die 1930er Jahre noch zahlreiche weitere Anlagen, ab 1895 auch in Budapest, und betrieb in Wien zeitweise über 200 Toiletten und Pissoirs.
Die ersten Anlagen waren kleine Häuschen aus Holz, nach dem Vorbild der Berliner Bedürfnisanstalten gestaltet, aufgestellt wurde sie von einer örtlichen Baufirma (die allererste Anlage hatte Beetz noch aus Berlin per Eisenbahn nach Wien verfrachtet, bald entwickelte Beetz ein Serienmodell, wie es am Parkring noch original erhalten ist). Sie verfügte schon über Kabinen für Männer, für Frauen, Pissstände und einem Raum für die Wartefrau (Toilettenfrau). Sie wurde schon zu dieser Zeit Closet-Häuschen (also „geschlossenes“ Häuschen) genannt, und als „praktisch angelegt, recht bequem und luxuriös ausgestattet“ empfunden.
Weltweit bekannt wurde Beetz durch die Erfindung des Ölsiphons. Der Geruchsverschluss kam ohne Wasserspülung mittels eines Mineralöls (Urinol) zustande. Damit schuf er eine frühe Form des Trockenurinals.
Beetz präsentierte dieses wassersparende Produkt auf vielen Ausstellungen und erhielt dafür zahlreiche Auszeichnungen. Nicht nur die Stadt Wien entschloss sich 1903, in 30 öffentlichen Pissoirs auf die winterfeste Ölspülung umzustellen, anstatt die defekten Wasserspülungen, die im Winter einfrieren konnten, reparieren zu lassen. Neben Firmen in fast sämtlichen europäischen Städten gehörten 1915 auch Firmen in der Türkei, Brasilien, Mexiko und sogar in Afrika zu seinen Geschäftspartnern.

## Anlagen in Wien
In Folge sind alle Toilettenhäuschen und Pissoirs aufgeführt, die sich um 2020 noch im öffentlichen Raum in Wien befinden. Einige wurden nach Beetz' Tod, aber gemäß seiner Entwürfe ausgeführt, zuletzt die unterirdische Anlage in der Irisgasse 1939. Nicht aufgeführt sind die 1917 entstandenen Toiletten am Naschmarkt, die zwar von der Firma Beetz errichtet wurden, im Aussehen aber an den Markt angepasst wurden.
| Foto |                 | Baujahr | Name                                                       | Standort                           | Beschreibung                                                                                    | Metadaten                                                   |
| ---- | --------------- | ------- | ---------------------------------------------------------- | ---------------------------------- | ----------------------------------------------------------------------------------------------- | ----------------------------------------------------------- |
| ja   | Datei hochladen | 1905    | 1., Graben HERIS-ID: 75893 Objekt-ID: 89402                | Graben Standort                    | unterirdisch                                                                                    | P84(Architekt): P131(Ort):Wien Region-ISO:AT-9              |
| ja   | Datei hochladen | 1939    | 1., Irisgasse HERIS-ID: 78217 Objekt-ID: 91875             | Irisgasse Standort                 | unterirdisch                                                                                    | P84(Architekt): P131(Ort):Innere Stadt Region-ISO:AT-9      |
| ja   | Datei hochladen | 1901    | 1., Parkring HERIS-ID: 107255 Objekt-ID: 124558            | Parkring Standort                  | älteste erhaltene Anlage dieses Typs                                                            | P84(Architekt): P131(Ort):Innere Stadt Region-ISO:AT-9      |
| ja   | Datei hochladen | 1884    | 1., Volksgarten                                            | Volksgarten Standort               | stark verändert                                                                                 | P84(Architekt):Wilhelm Beetz P131(Ort):Wien Region-ISO:AT-9 |
| ja   | Datei hochladen | 1909    | 2., Augartenbrücke                                         | Wilhelm-Kienzl-Park Standort       | Pissoir Anmerkung: nicht mehr funktional, der Zugang ist mit Planen verschlossen                | P84(Architekt):Wilhelm Beetz P131(Ort):Wien Region-ISO:AT-9 |
| ja   | Datei hochladen | 1901    | 2., Rauscherstraße                                         | Rabbiner-Schneerson-Platz Standort | Pissoir                                                                                         | P84(Architekt): P131(Ort):                                  |
| ja   | Datei hochladen | 1903    | 8., Schönbornpark                                          | Schönbornpark Standort             |                                                                                                 | P84(Architekt): P131(Ort):Wien Region-ISO:AT-9              |
| ja   | Datei hochladen | 1905    | 10., Antonsplatz                                           | Antonsplatz Standort               | Pissoir                                                                                         | P84(Architekt):Wilhelm Beetz P131(Ort):Wien Region-ISO:AT-9 |
| ja   | Datei hochladen | 1903    | 10., Puchsbaumplatz HERIS-ID: 71470 Objekt-ID: 84659       | Puchsbaumplatz Standort            | Pissoir                                                                                         | P84(Architekt): P131(Ort):Favoriten Region-ISO:AT-9         |
| ja   | Datei hochladen | 1909    | 12., Aßmayergasse                                          | Wilhelmsdorfer Park Standort       | Pissoir                                                                                         | P84(Architekt):Wilhelm Beetz P131(Ort):Wien Region-ISO:AT-9 |
| ja   | Datei hochladen | 1909    | 13., Gloriettegasse                                        | Alois-Krauß-Promenade Standort     | Pissoir                                                                                         | P84(Architekt):Wilhelm Beetz P131(Ort):Wien Region-ISO:AT-9 |
| ja   | Datei hochladen | 1936    | 13., Lilienberggasse HERIS-ID: 48257 Objekt-ID: 51693      | Hackinger Steg Standort            | Pissoir                                                                                         | P84(Architekt): P131(Ort):Hietzing Region-ISO:AT-9          |
| ja   | Datei hochladen | 1908    | 13., Rohrbacherstraße                                      | Streckerpark Standort              | Pissoir Anmerkung: nicht mehr funktional, modernes WC-Gebäude gleich daneben                    | P84(Architekt):Wilhelm Beetz P131(Ort):Wien Region-ISO:AT-9 |
| ja   | Datei hochladen | 1908    | 13., Schönbrunner Schlosspark (Großes Parterre)            | Schlosspark Schönbrunn Standort    |                                                                                                 | P84(Architekt):Wilhelm Beetz P131(Ort):Wien Region-ISO:AT-9 |
| ja   | Datei hochladen | 1908    | 13., Schönbrunner Schlosspark (Hietzinger Tor)             | Schlosspark Schönbrunn Standort    |                                                                                                 | P84(Architekt):Wilhelm Beetz P131(Ort):Wien Region-ISO:AT-9 |
| ja   | Datei hochladen | 1908    | 13., Schönbrunner Schlosspark (Meidlinger Tor)             | Schlosspark Schönbrunn Standort    |                                                                                                 | P84(Architekt):Wilhelm Beetz P131(Ort):Wien Region-ISO:AT-9 |
| ja   | Datei hochladen | 1908    | 13., Schönbrunner Schlosspark (Tiergarten-Eingang)         | Schlosspark Schönbrunn Standort    |                                                                                                 | P84(Architekt):Wilhelm Beetz P131(Ort):Wien Region-ISO:AT-9 |
| ja   | Datei hochladen | 1926    | 15., Auer-Welsbach-Park                                    | Auer-Welsbach-Park Standort        | Pissoir                                                                                         | P84(Architekt): P131(Ort):                                  |
| ja   | Datei hochladen | 1930    | 16., Funkengerngasse                                       | Gallitzinstraße Standort           | Pissoir                                                                                         | P84(Architekt):Wilhelm Beetz P131(Ort):Wien Region-ISO:AT-9 |
| ja   | Datei hochladen | 1898    | 16., Richard-Wagner-Platz HERIS-ID: 63421 Objekt-ID: 76083 | Thaliastraße Standort              |                                                                                                 | P84(Architekt): P131(Ort):Ottakring Region-ISO:AT-9         |
| ja   | Datei hochladen | 1905    | 17., Alszeile HERIS-ID: 63422 Objekt-ID: 76084             | Alszeile Standort                  | Pissoir                                                                                         | P84(Architekt): P131(Ort):Ottakring Region-ISO:AT-9         |
| ja   | Datei hochladen | 1897    | 18., Bischof-Faber-Platz                                   | Albert-Dub-Park Standort           | Pissoir                                                                                         | P84(Architekt): P131(Ort):                                  |
| ja   | Datei hochladen | 1902    | 18., Türkenschanzpark                                      | Türkenschanzpark Standort          |                                                                                                 | P84(Architekt):Wilhelm Beetz P131(Ort):Wien Region-ISO:AT-9 |
| ja   | Datei hochladen | 1902    | 19., Sieveringer Straße                                    | Puchweinpark Standort              |                                                                                                 | P84(Architekt):Wilhelm Beetz P131(Ort):Wien Region-ISO:AT-9 |
| ja   | Datei hochladen | 1908    | 19., Wertheimsteinpark HERIS-ID: 98292 Objekt-ID: 114194   | Wertheimsteinpark Standort         |                                                                                                 | P84(Architekt): P131(Ort):Döbling Region-ISO:AT-9           |
| ja   | Datei hochladen | 1926    | 19., Zahnradbahnstraße HERIS-ID: 99190 Objekt-ID: 115281   | Zahnradbahnstraße Standort         | Pissoir                                                                                         | P84(Architekt): P131(Ort):Döbling Region-ISO:AT-9           |
| ja   | Datei hochladen | 1926    | 21., Floridsdorfer Aupark                                  | Floridsdorfer Aupark Standort      | Pissoir                                                                                         | P84(Architekt):Wilhelm Beetz P131(Ort):Wien Region-ISO:AT-9 |
| ja   | Datei hochladen | 1912    | 21., Kinzerplatz                                           | Kinzerplatz Standort               | Pissoir                                                                                         | P84(Architekt):Wilhelm Beetz P131(Ort):Wien Region-ISO:AT-9 |
| ja   | Datei hochladen | 1912    | 22., Esslinger Jazzpark HERIS-ID: 73200 Objekt-ID: 86487   | Jazzpark Essling Standort          | ursprünglich in Neuwaldegg aufgestellt, nunmehr Museum (Fatty-George-Jazzmus)                   | P84(Architekt): P131(Ort):Donaustadt Region-ISO:AT-9        |
| ja   | Datei hochladen | 1904    | 22., Esslinger Jazzpark HERIS-ID: 63809 Objekt-ID: 76498   | Jazzpark Essling Standort          | Pissoir, bis 2010 am Laubeplatz in Favoriten aufgestellt, nunmehr Museum (Fatty-George-Jazzmus) | P84(Architekt): P131(Ort):Donaustadt Region-ISO:AT-9        |
| ja   | Datei hochladen |         | 22., Schulgarten Kagran                                    | Schulgarten Kagran Standort        | Pissoir, Sekundäraufstellung                                                                    | P84(Architekt): P131(Ort):                                  |